# NGC 639
NGC 639 (другие обозначения — ESO 413-13, MCG -5-5-2, IRAS01367-3010, PGC 6105) — спиральная галактика (Sa) в созвездии Скульптор. Открыта Джоном Гершелем в 1834 году. Описание Дрейера: «очень тусклый, очень маленький объект, западный из двух», причём «второй объект» — NGC 642.
Этот объект входит в число перечисленных в оригинальной редакции «Нового общего каталога».